# Fuxing (train)
Fuxing (chinois simplifié : 复兴号 ; chinois traditionnel : 復興號 ; pinyin : Fùxīng hào), ou Fuxing hao est une série de trains à grande vitesse chinois, dont chaque voiture est pourvue de sa propre motorisation, exploitée par la China Railway (CR) et développée par CRRC, qui détient les droits de propriété intellectuelle,.
C'est le train à grande vitesse conventionnel le plus rapide au monde en service régulier, avec une vitesse commerciale de 350 km/h pour les modèles CR400AF et CR400BF.
Le développement du projet initialement connu sous le nom de "China Standardized EMU", a débuté en 2012 et les plans ont été achevés en septembre 2014. La première EMU a quitté la chaîne de production le 30 juin 2015,. La série a reçu le nom de Fuxing en juin 2017, avec des surnoms tels que "Dauphin Bleu" (CR400AF) et "Phénix d'Or" (CR400BF).

## Historique

### Contexte

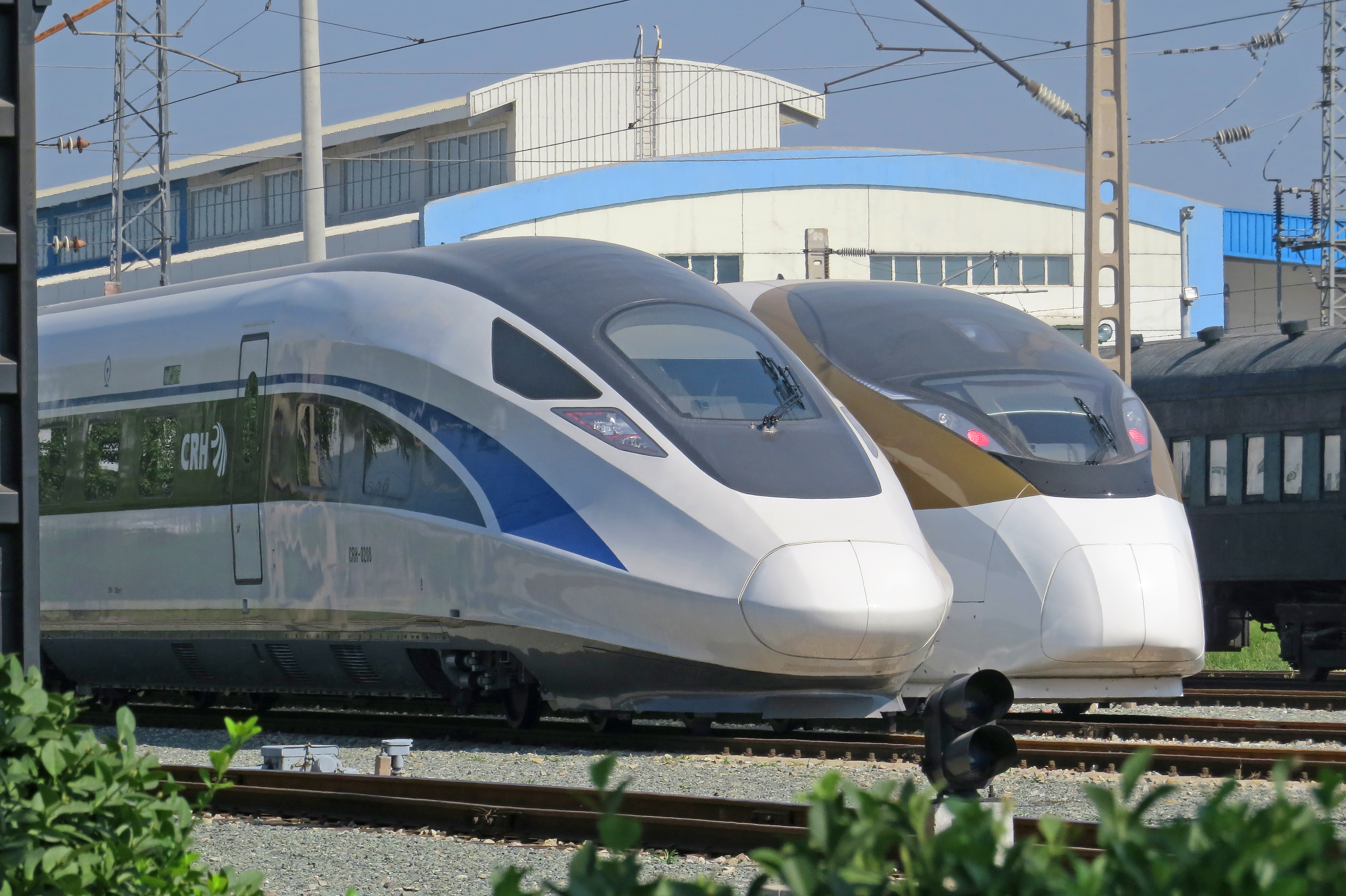
CR400AF-0207 et CR400BF-0503

En 2007, le ministère des Chemins de fer chinois a planifié le futur réseau à grande vitesse chinois. Bombardier Transportation, Kawasaki Heavy Industries, Alstom et, plus tard, Siemens rejoignent le projet de fabrication de trains à grande vitesse chinois appelé plus tard Hexie (和谐号, harmonie) sous la marque CRH (China Railway High-speed). Ces entreprises étrangères ont créé des joint-ventures avec les sociétés chinoises CNR et CSR (désormais fusionnées en CRRC), et ont signé un accord avec la Chine pour la fabrication de trains à grande vitesse et pour l'aider plus tard à fabriquer ces trains localement.
Certains trains Hexie (CRH) sont fabriqués localement par transfert de technologie. Les éléments de signalisation, de voie et de support, le logiciel de contrôle et la conception des gares sont développés au niveau national tout en incorporant des éléments étrangers. En 2010, le système des rails dans son ensemble était principalement chinois. La Chine détient actuellement de nombreux nouveaux brevets relatifs aux composants internes de ces trains. Ceux-ci ont été modifiés en Chine pour permettre aux trains de circuler à des vitesses supérieures à celles autorisées par les concepteurs étrangers.
Cependant, la plupart des brevets des trains Hexie (CRH) ne sont valables qu'en Chine et n'ont aucune valeur internationale. La faiblesse de la propriété intellectuelle des trains Hexie (CRH) empêche la Chine de les exporter. Cela a conduit au développement d'une nouvelle marque de train entièrement repensée et appelée Fuxing (复兴号, « renaissance ») qui repose sur les technologies locales,,,.

### Développement
CNR Changchun Railway Vehicles (maintenant nommé CRRC Changchun Railway Vehicles) a commencé le développement de l'EMU normalisée chinoise en 2012, sous la direction de la China Railway Corporation, avec la collaboration d'un ensemble d'entreprises, d'universités et d'instituts de recherche. En décembre 2013, le CRRC Changchun a achevé l'élaboration des conditions techniques générales pour les EMU et la conception du plan a été finalisée en septembre 2014. L'EMU a commencé à sortir des chaînes de production le 30 juin 2015 .
Selon l'accord conclu pour les travaux de recherche et de développement de l'EMU, les EMU rouleront 600 000 km durant lesquels des vérifications et des optimisations seront réalisées. Ces expérimentations ont débuté au Centre national de contrôle des chemins de fer de la China Academy of Railway à Beijing. Lors des premiers tests les trains ont roulé à 160 km/h,.
Le 18 novembre 2015, l'EMU a atteint une vitesse de 385 km/h et réussi le test de grande vitesse sur le chemin de fer des voyageurs Datong - Xi'an. L'EMU a été testée dans des conditions compliquées, notamment sur des ponts, dans des tunnels et sur des pentes et des virages,.
Le 15 juillet 2016, les deux EMU se sont croisées dans des directions opposées à 420 km/h (soit une vitesse relative de 840 km/h ) lors des essais sur la ligne de train à grande vitesse Zhengzhou - Xuzhou,.
Une nouvelle version améliorée (résistance aux fortes variations de températures, bogies à écartement variable automatique, multi-courant, etc.) voit le jour en octobre 2020. Celle-ci permettra de faire des liaisons longues distances entre Moscou et Beijing à terme mais aussi, la vente éventuelle de ce nouveau matériel à l'international.
Une nouvelle série Fuxing est en développement depuis plusieurs années, la CR450 (2027 au maximum : mise en service) pour une vitesse commerciale de 400km/h.

### Commercialisation

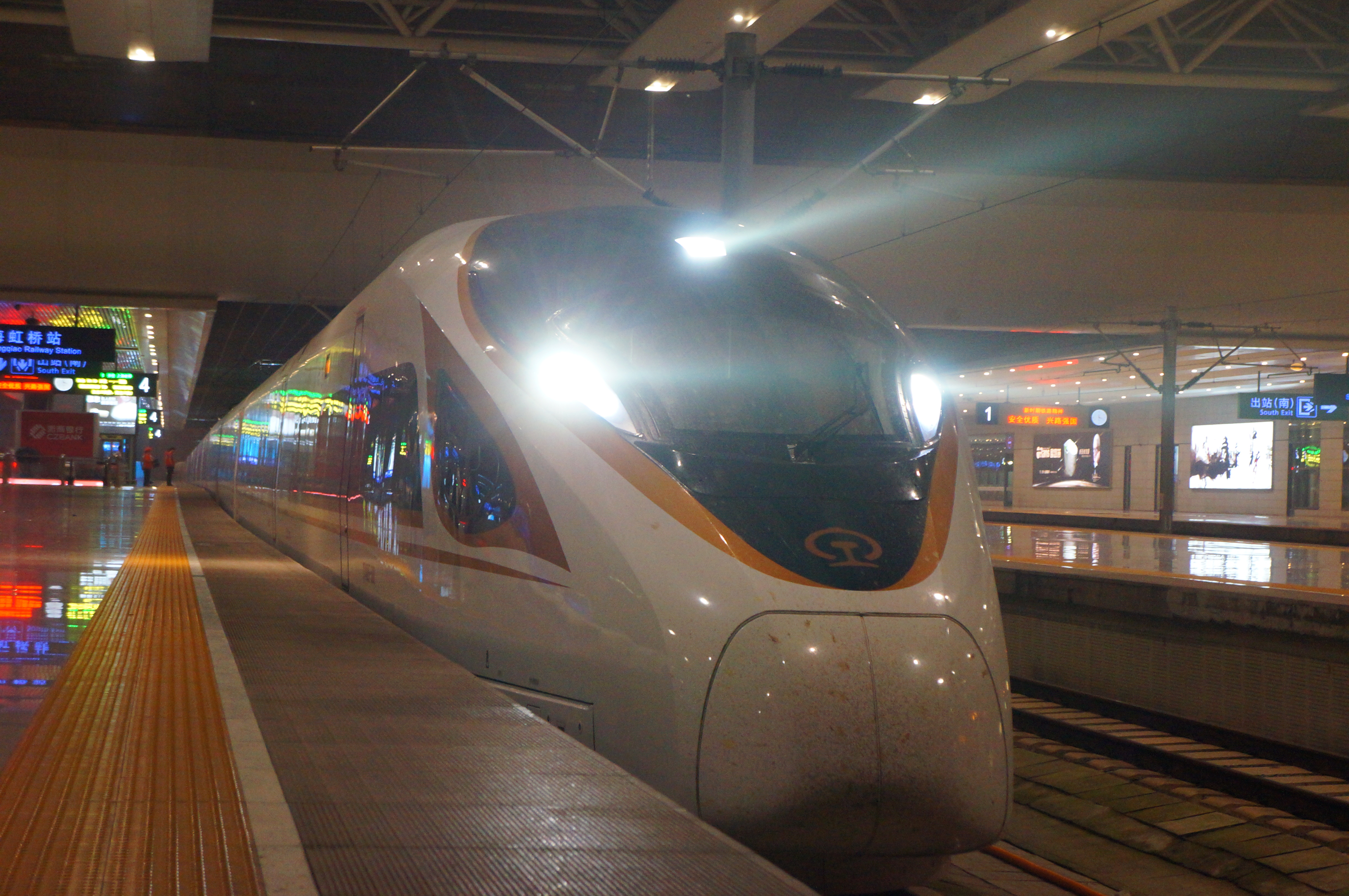
Le 28 juin 2017, le train Fuxing a commencé ses activités sur la LGV Pékin - Shanghai. Ici le train G155 (modèle CR400BF) en provenance de la gare de Pékin-Sud arrive à la gare de Shanghai-Hongqiao.

Le 15 août 2016, l'EMU a commencé ses activités sur la ligne à grande vitesse Harbin - Dalian. Le premier train G8041 mis en service a relié la gare de Dalian-Nord à la gare de Shenyang,.
De fin 2016 à début 2017, l'administration des chemins de fer nationaux a donné à plusieurs filiales de CRRC des licences pour produire les trains Fuxing,,.
Le 25 février 2017, l'EMU a lancé son service expérimental longue distance sur la LGV Pékin - Canton.

### Désignation
Contrairement aux trains à grande vitesse précédents, les nouveaux trains Fuxing ne portent pas la marque CRH (à l'exception du CRH-0305), mais tout simplement CR, en cohérence avec la compagnie nationale China Railway.
Le 25 juin 2017, la désignation Fuxing (Renaissance) a été officialisée.
Le 26 juin 2017, le premier Fuxing CR400AF a quitté la gare de Pékin-Sud pour se rendre à Shanghai, tandis que le CR400BF a également quitté la gare de Shanghai-Hongqiao à destination de Pékin au même moment. Cela marque le lancement officiel de Fuxing sur la LGV Pékin - Shanghai.

## Modèles
Toutes les différentes versions du train Fuxing sont compatibles. Les modèles EMU partagent les mêmes normes requises par China Railway, d'où le nom "China Standardized EMU".

### Prototypes

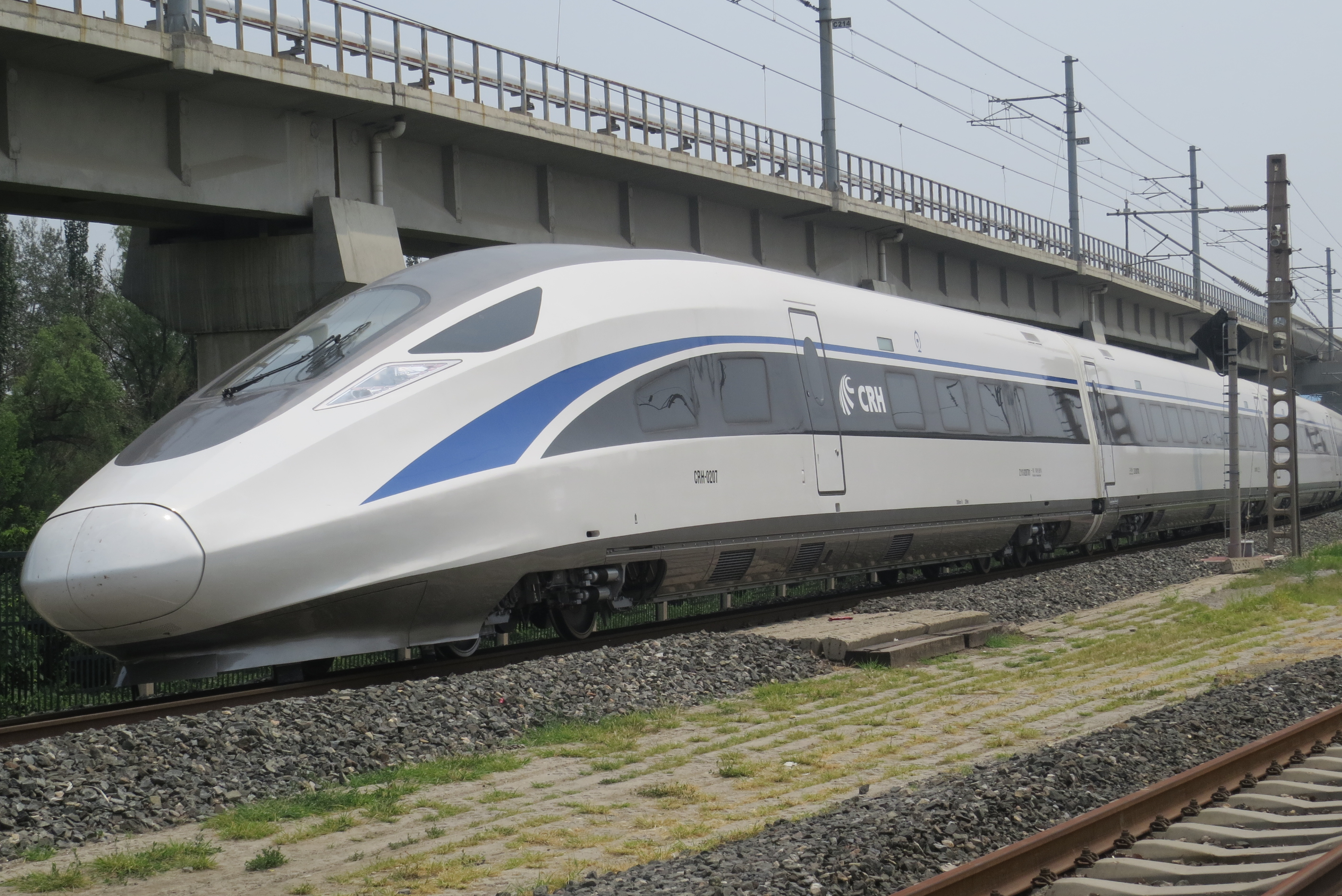
CRH-0207 en livrée bleu

#### CRH-0207 (maintenant CR400AF-0207)
Le prototype de CR400AF est développé par CRRC Qingdao Sifang.

#### CRH-0503 (maintenant CR400BF-0503)
Le prototype de CR400BF est développé par CRRC Changchun.

### Standard

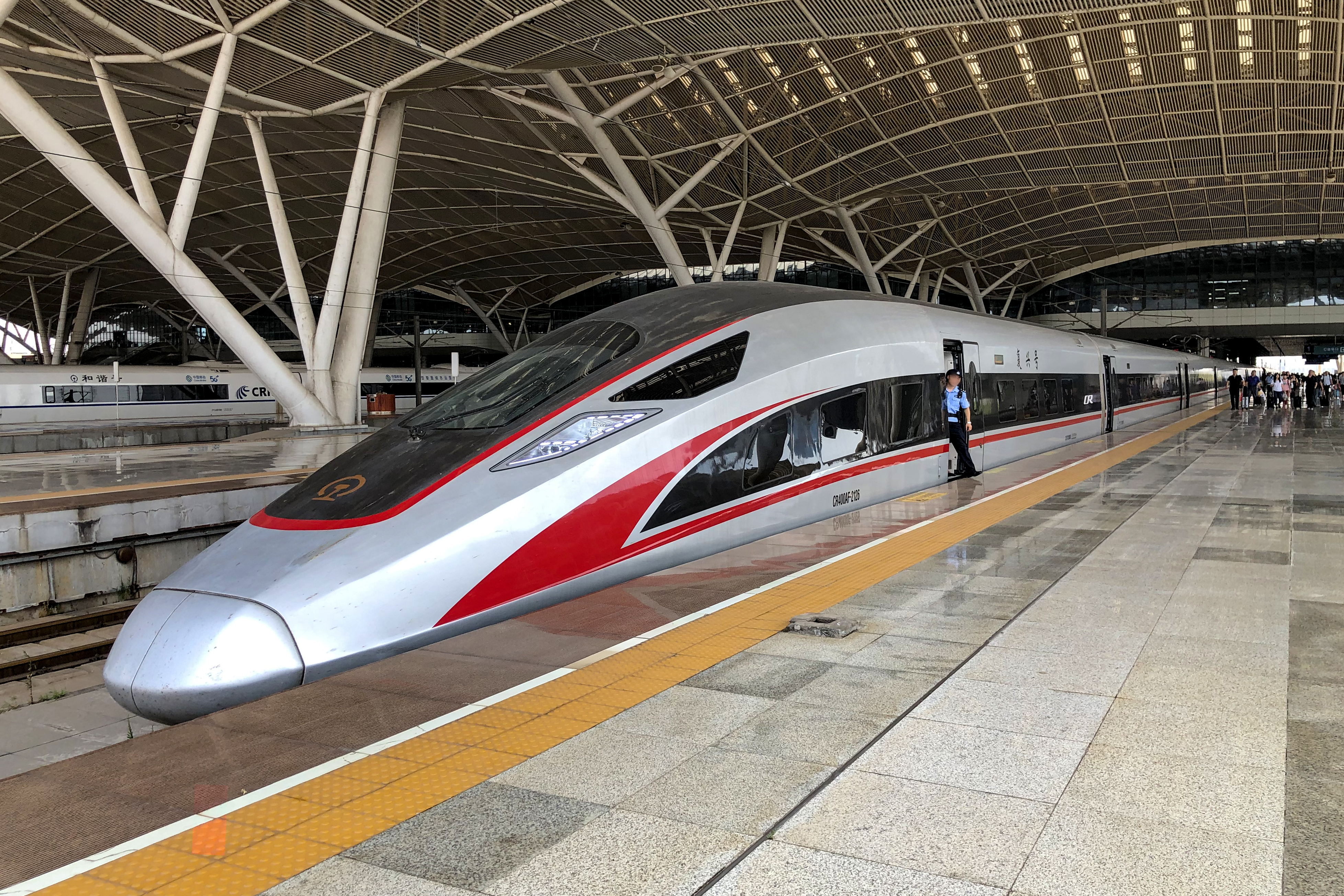
CR400AF en livrée rouge

#### CR400AF
Un des deux modèles produits avec une vitesse maximale standard de 400 km/h. Il est fabriqué par le CRRC Qingdao Sifang .
- CR400AF - A : Version 16 voitures, fabriquée par CRRC Qingdao Sifang.
- CR400AF - B : Version 17 voitures, fabriquée par CRRC Qingdao Sifang.

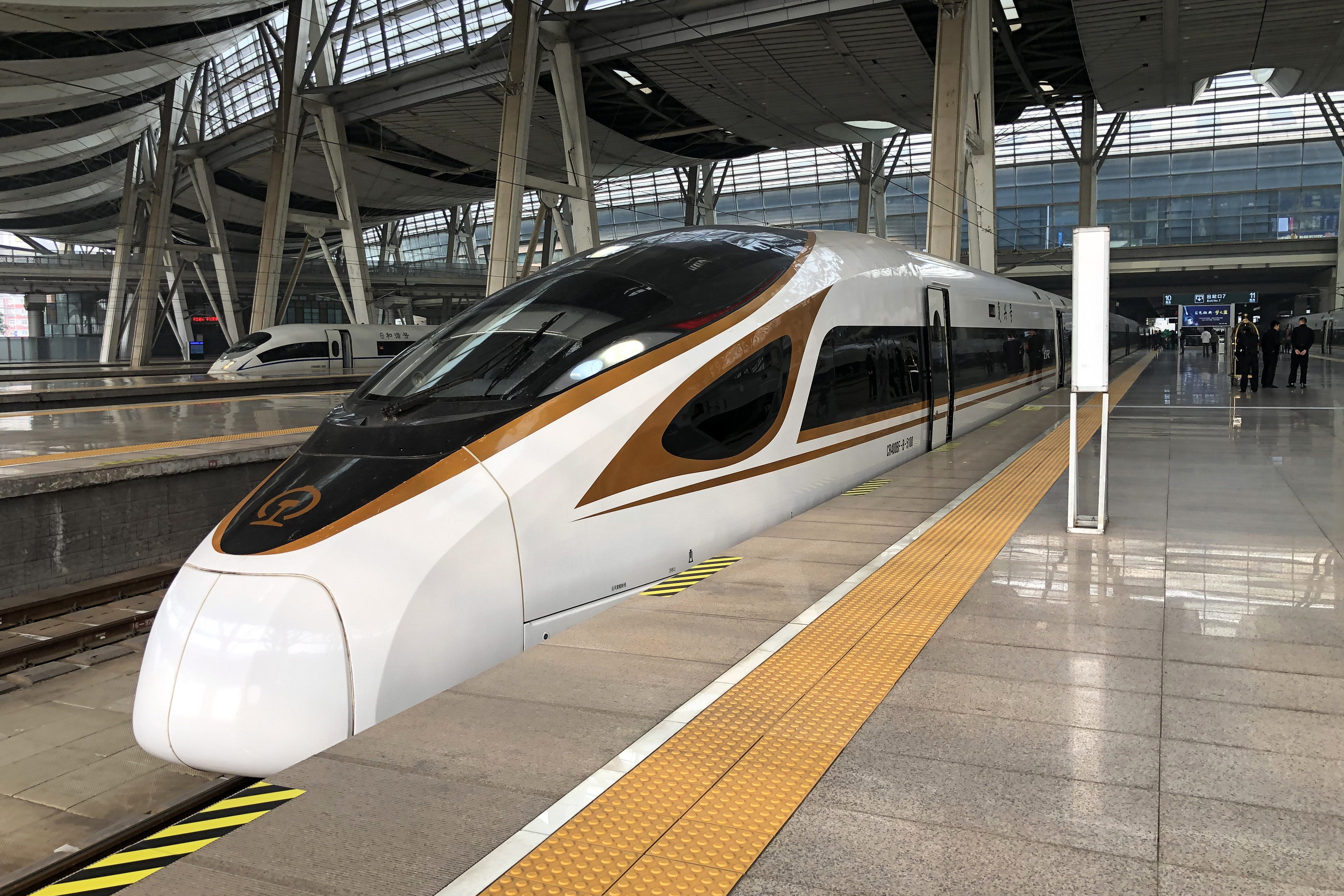
CR400BF en livrée dorée

#### CR400BF
Un des deux modèles produits avec une vitesse maximale standard de 400 km/h. Il est fabriqué par CRRC Changchun.
- CR400BF - A : Version 16 voitures, fabriquée par CRRC Changchun.
- CR400BF - B : Version 17 voitures, fabriquée par CRRC Changchun.

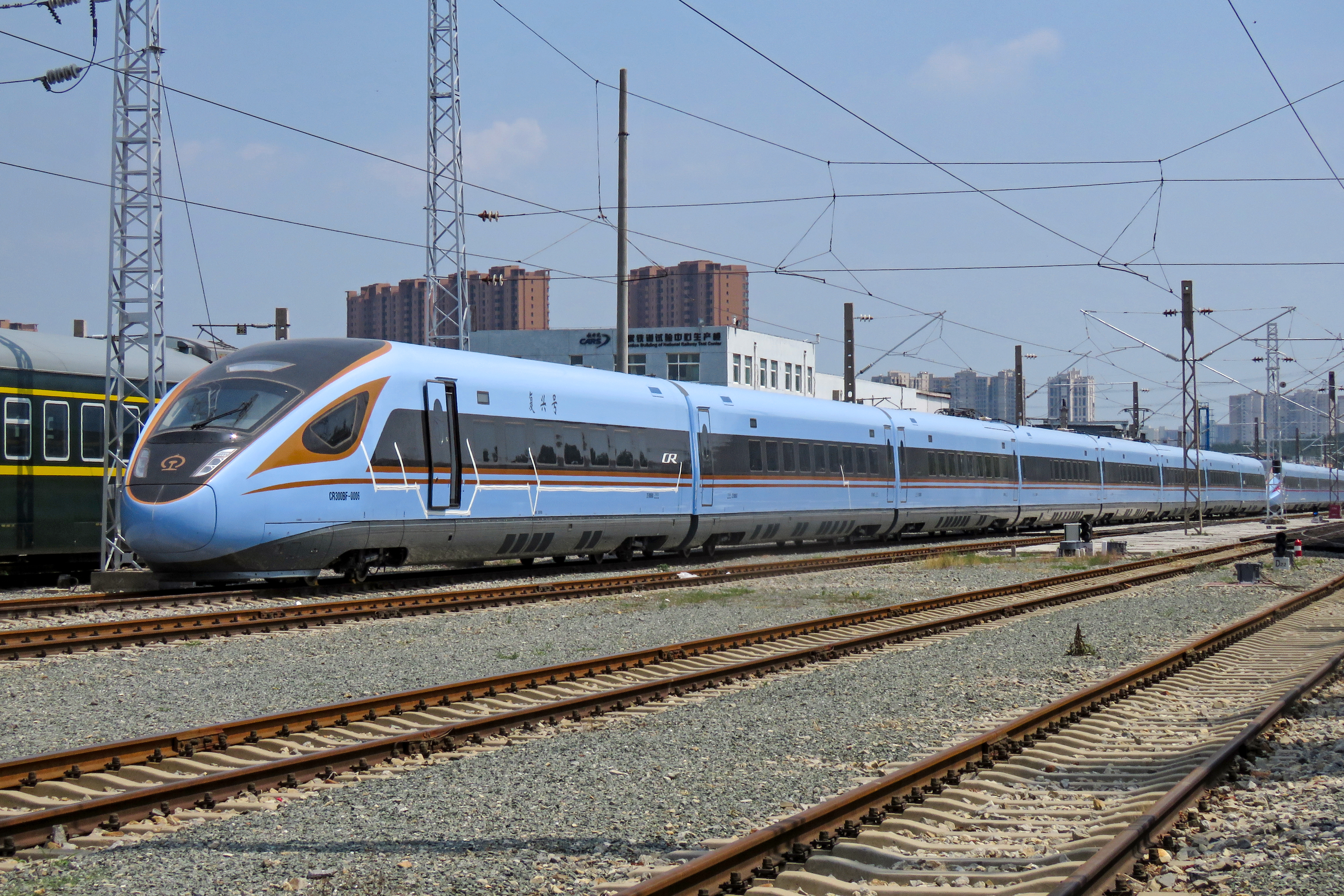
CR300BF en livrée bleu dorée

#### CR300BF
Fin décembre, un nouveau modèle CR300BF est dévoilé, permettant de rouler jusqu'à 250 km/h, et mise en service sur la nouveau LGV Yinchuan - Xi'an.

### "Smart"

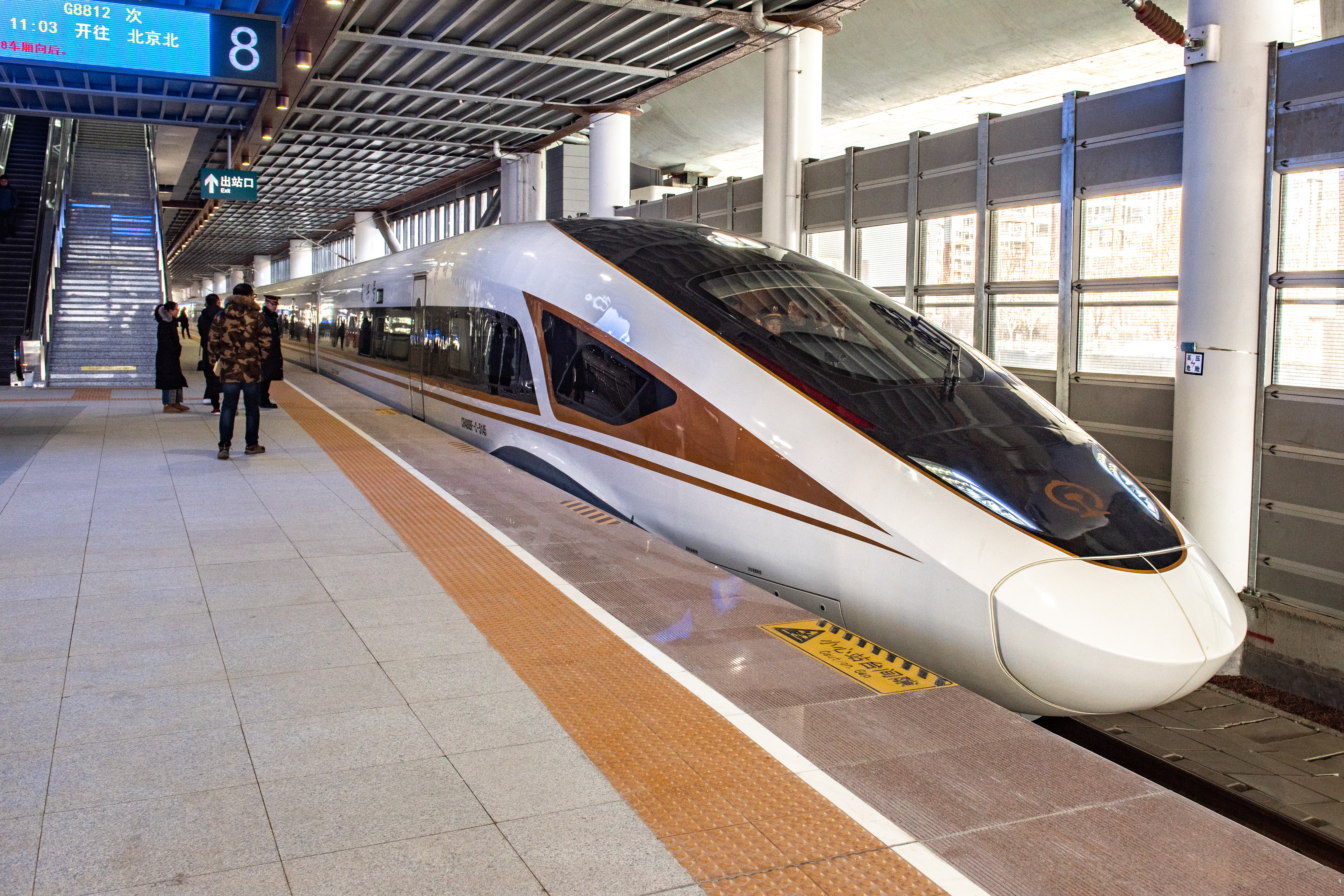
CR400BF-C avec un nouveau design

#### CR400AF - C / CR400BF - C
Avec la mise en service de la LGV Pékin - Zhangjiakou, en préparation des JO d'hiver de 2022, des nouvelles versions dites "intelligentes" sont mises en exploitation sur cette nouvelle ligne. Ces nouveaux trains, de pilotage automatique, présentent un nouveau design de têtes avec un nouveau système d'affichage et de lumières intérieures.

## Caractéristiques techniques
Un train Fuxing comprend dans sa forme standard 8 voitures et mesure 209 m de long, 3360 mm de large et 4060 mm de haut. Sa charge axiale est inférieure à 17 tonnes. Le train peut transporter 556 passagers, dont 10 en classe affaires, 28 en première classe et 518 en deuxième classe. Le train, si on le compare aux trains précédents, dispose d’une consommation d'énergie réduite et adopte une conception standardisée des pièces. Il a également sa sécurité renforcée par rapport aux autres EMU.
En juillet 2018, des trains Fuxing en version longue de 16 voitures et de 415 mètres de long ont commencé à être mis en service. Ces trains peuvent transporter 1 193 passagers et ont commencé leurs services sur la LGV Pékin-Shanghai,.
| Type de train     | Dimensions des voitures                                                                 | Longueur totale                    | Vitesse maximum                                                                            | Nombre de sièges maximum | Formation | Puissance électrique (Power output) (sous les 25 kV) | Entrée en service |
| ----------------- | --------------------------------------------------------------------------------------- | ---------------------------------- | ------------------------------------------------------------------------------------------ | --- | --------- | ---------------------------------------------------- | ----------------- |
| CR400AF/AF–A/AF–E |                                                                                         |                                    |                                                                                            | |           |                                                      |                   |
| CR400AF           | End cars length: 27910 mm Inter cars length: 25650 mm Largeur: 3360 mm Hauteur: 4050 mm | Calculé: 209.72 m Réel: 209 m      | Test: 420 km/h Design: 430 km/h Continuous operation: 400 km/h Current operation: 350 km/h | 556: 10 classe affaire, 28 première classe et 518 deuxième classe 576: 10 classe affaire, 28 première classe et 538 deuxième classe | 4M4T      | 10,4 MW                                              | 15 Aout 2016      |
| CR400AF–A         | End cars length: 27910 mm Inter cars length: 25650 mm Largeur: 3360 mm Hauteur: 4050 mm | Calculé: 414,92 m Réel: 414 m      | Test: 420 km/h Design: 430 km/h Continuous operation: 400 km/h Current operation: 350 km/h | 1193: 22 classe affaire, 148 première classe et 1023 deuxième classe                                                                | 8M8T      | 19,2 MW                                              | 16 Juin 2018      |
| CR400AF–B         | End cars length: 27910 mm Inter cars length: 25650 mm Largeur: 3360 mm Hauteur: 4050 mm | Calculé: 438,928 m Réel: 438,928 m | Test: 420 km/h Design: 430 km/h Continuous operation: 400 km/h Current operation: 350 km/h | 1283: 22 classe affaire, 148 première classe et 1113 deuxième classe                                                                | 8M9T      | 19,2 MW                                              | 5 Janvier 2019    |
| CR400BF/BF–A/BF–B |                                                                                         |                                    |                                                                                            | |           |                                                      |                   |
| CR400BF           | End cars length: 27089 mm Inter cars length: 25650 mm Largeur: 3360 mm Hauteur: 4050 mm | Calculé: 208,078 m Réel: 209,06 m  | Test: 420 km/h Design: 430 km/h Continuous operation: 400 km/h Current operation: 350 km/h | 556: 10 classe affaire, 28 première classe et 518 deuxième classe 576: 10 classe affaire, 28 first et 538 deuxième classe           | 4M4T      | 10,14 MW                                             | 15 Aout 2016      |
| CR400BF–A         | End cars length: 27089 mm Inter cars length: 25650 mm Largeur: 3360 mm Hauteur: 4050 mm | Calculé: 413,278 m Réel: 414,3 m   | Test: 420 km/h Design: 430 km/h Continuous operation: 400 km/h Current operation: 350 km/h | 1193: 22 classe affaire, 148 première classe et 1023 deuxième classe                                                                | 8M8T      | 20,28 MW                                             | 12 Juin 2018      |
| CR400BF–B         | End cars length: 27089 mm Inter cars length: 25650 mm Largeur: 3360 mm Hauteur: 4050 mm | Calculé: 438,928 m Réel: 438,928 m | Test: 420 km/h Design: 430 km/h Continuous operation: 400 km/h Current operation: 350 km/h | 1283: 22 classe affaire, 148 première classe et 1113 deuxième classe                                                                | 8M9T      | 20,28 MW                                             | 5 Janvier 2019    |

## Galerie photographique

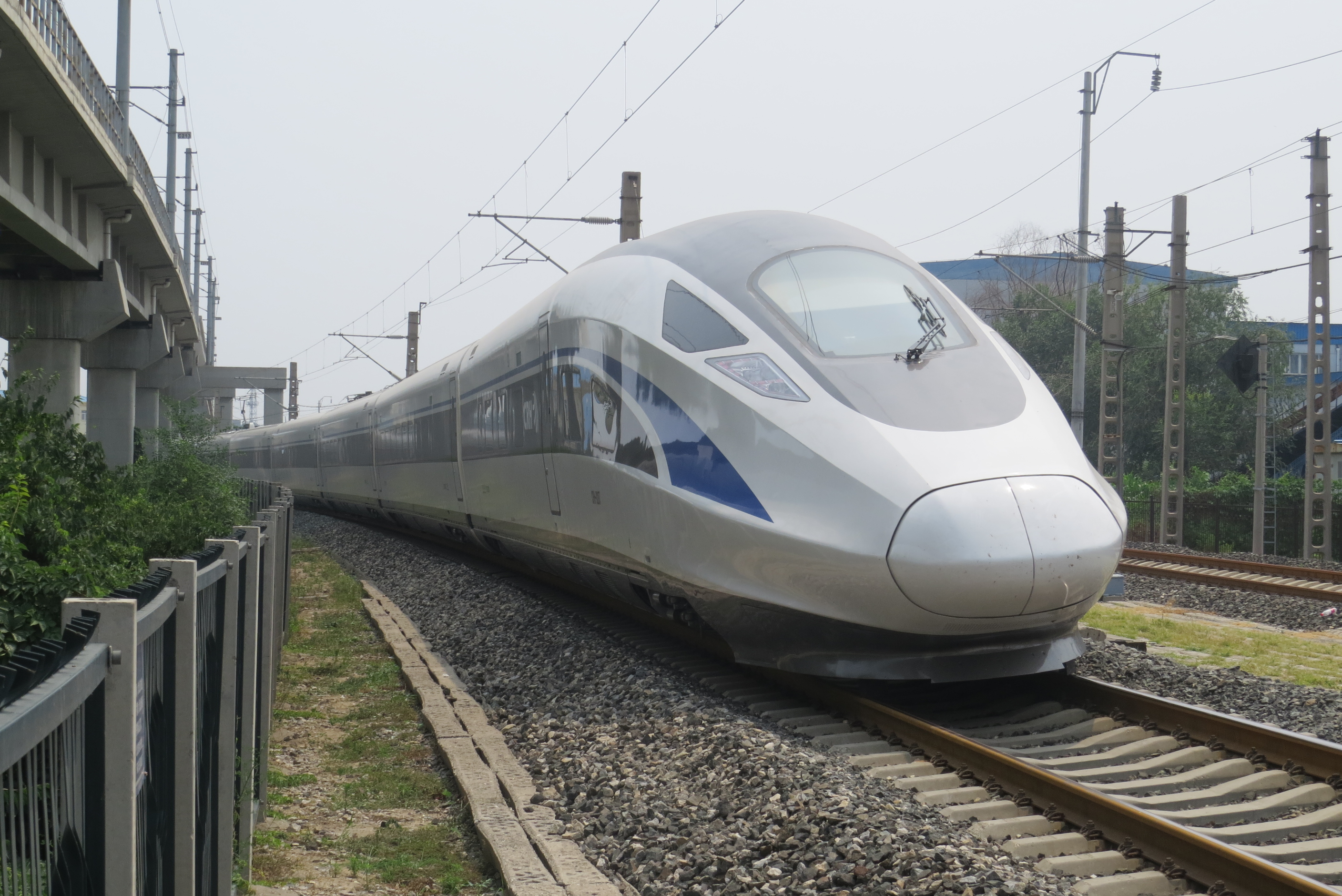
Essai du train CRH-0207 au Centre national d'essais ferroviaires, Pékin.
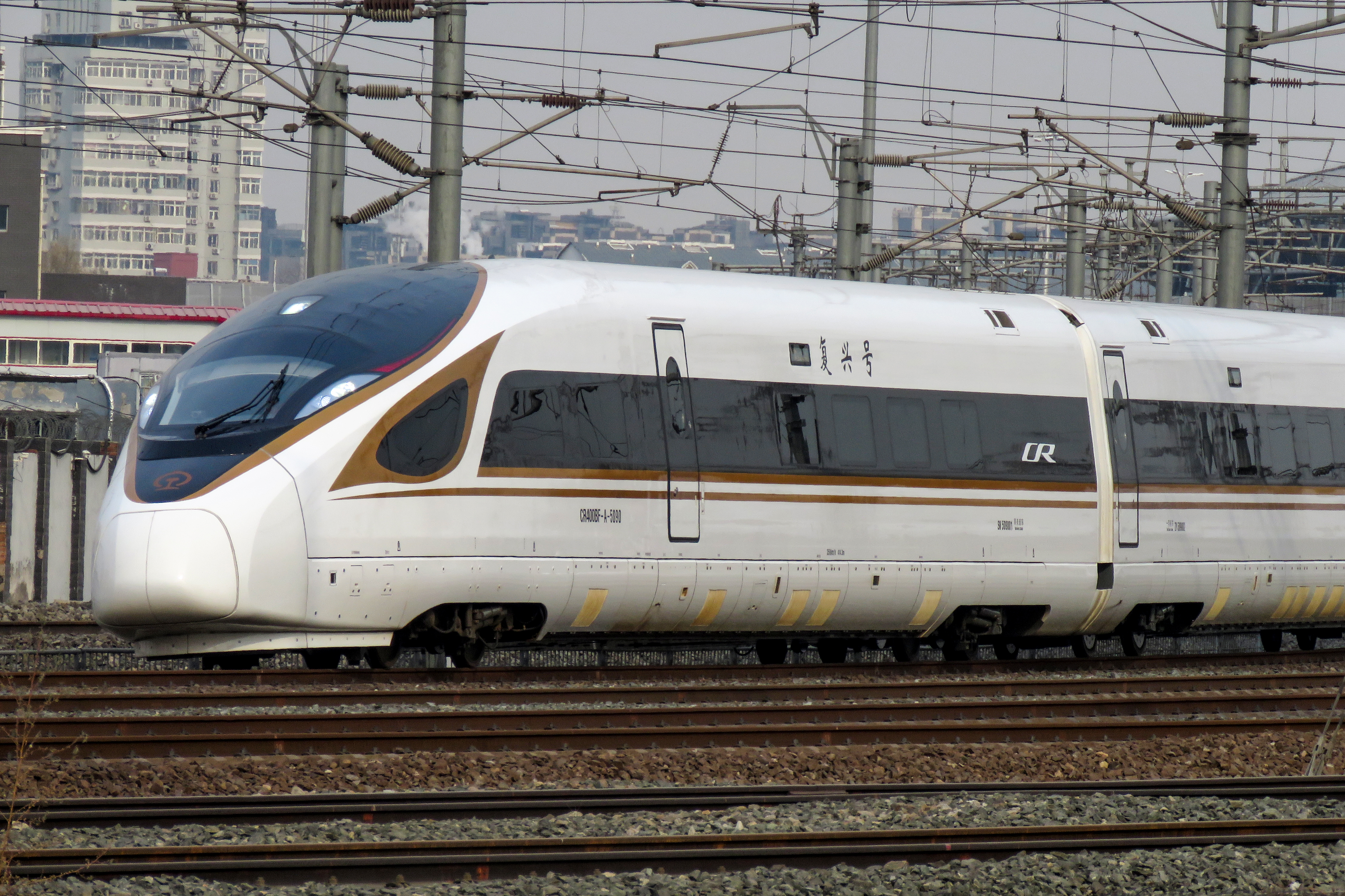
CR400BF-A-5090 à Shanghai Hongqiao.
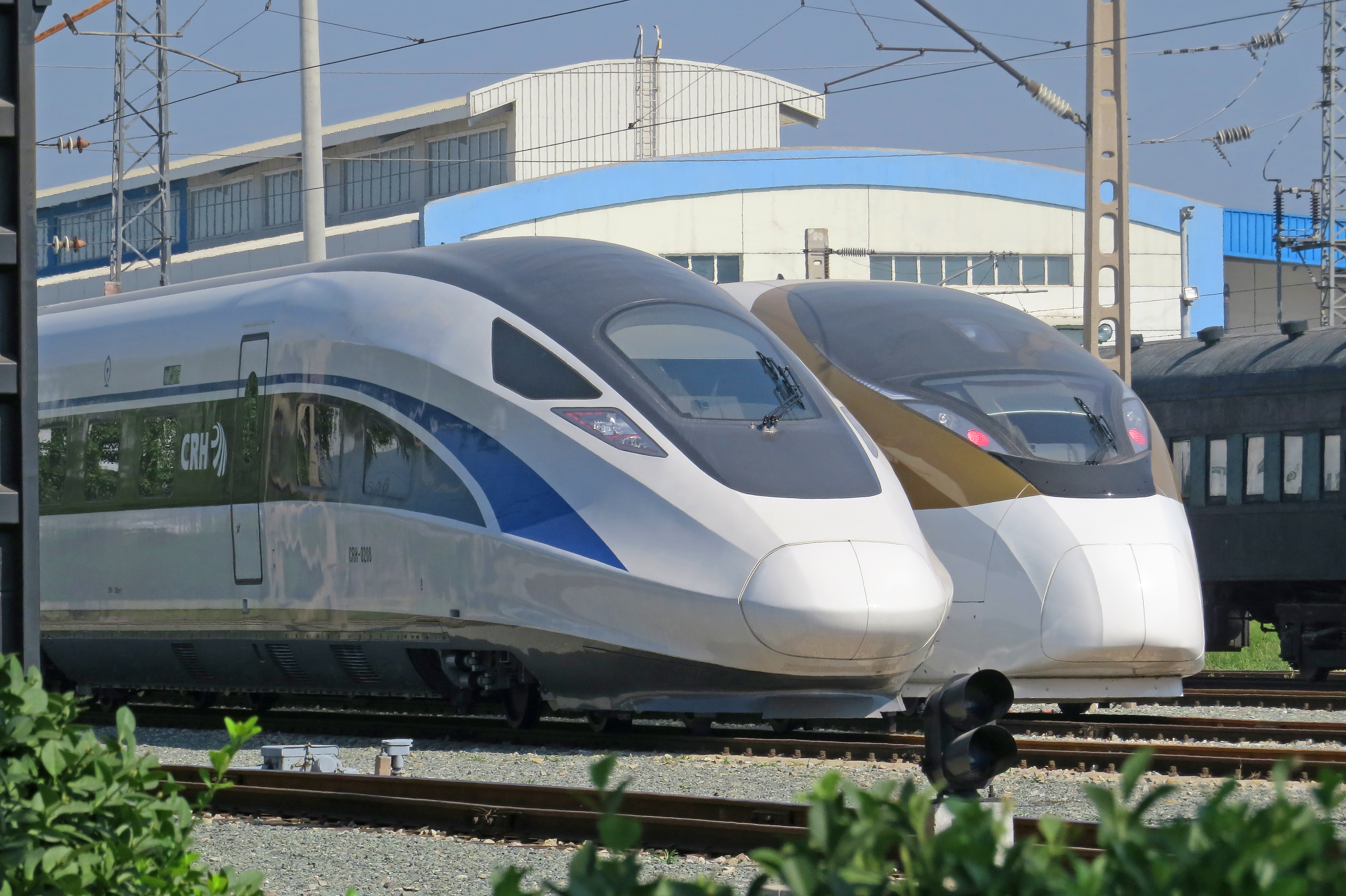
CRH-0208 et CRH-0507 au Centre national d'essais ferroviaires, Pékin.
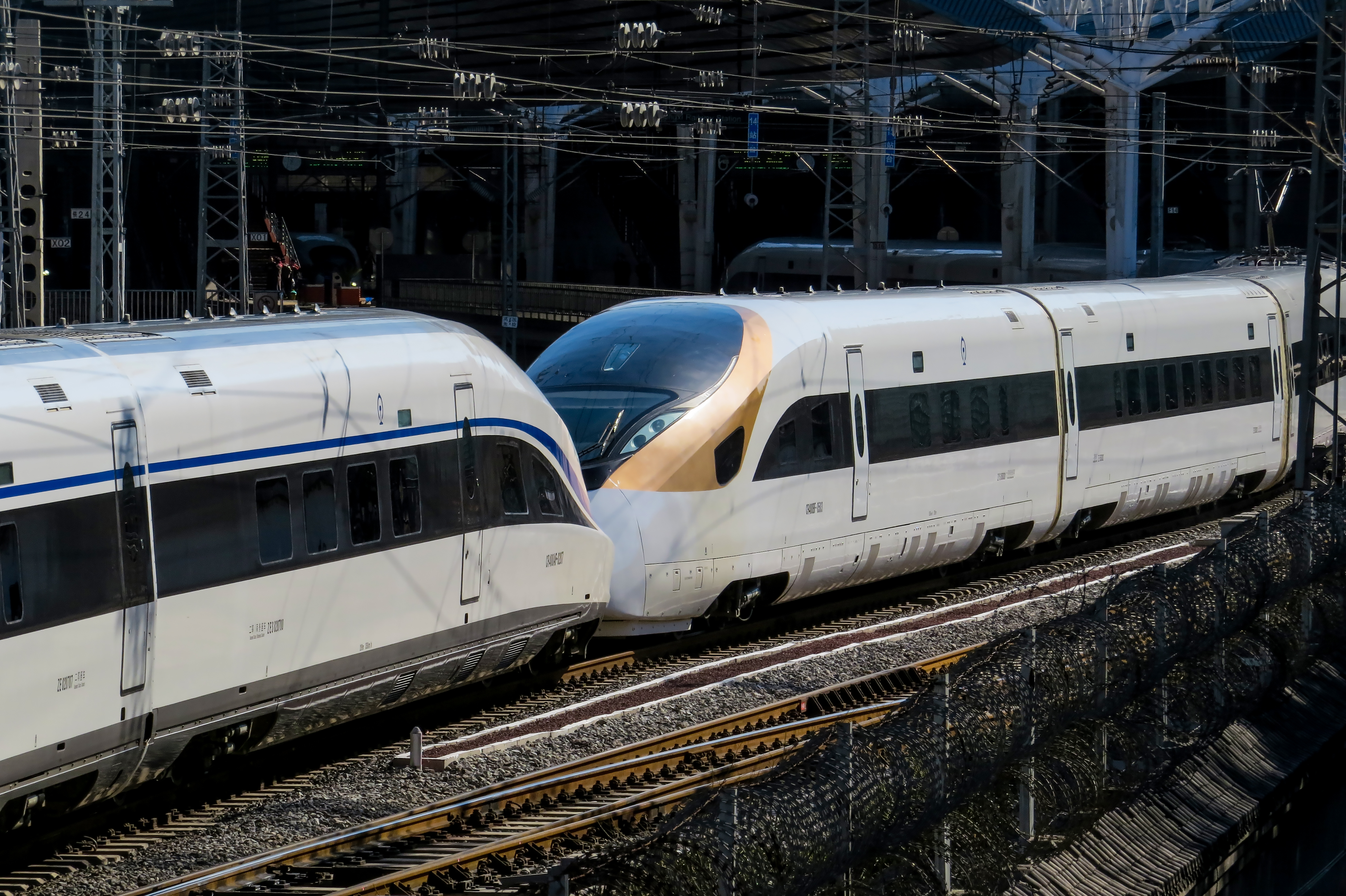
Double orientation entre CRH-0207 construit par CRRC Sifang et CRH-0503 construit par CRRC Changchun.
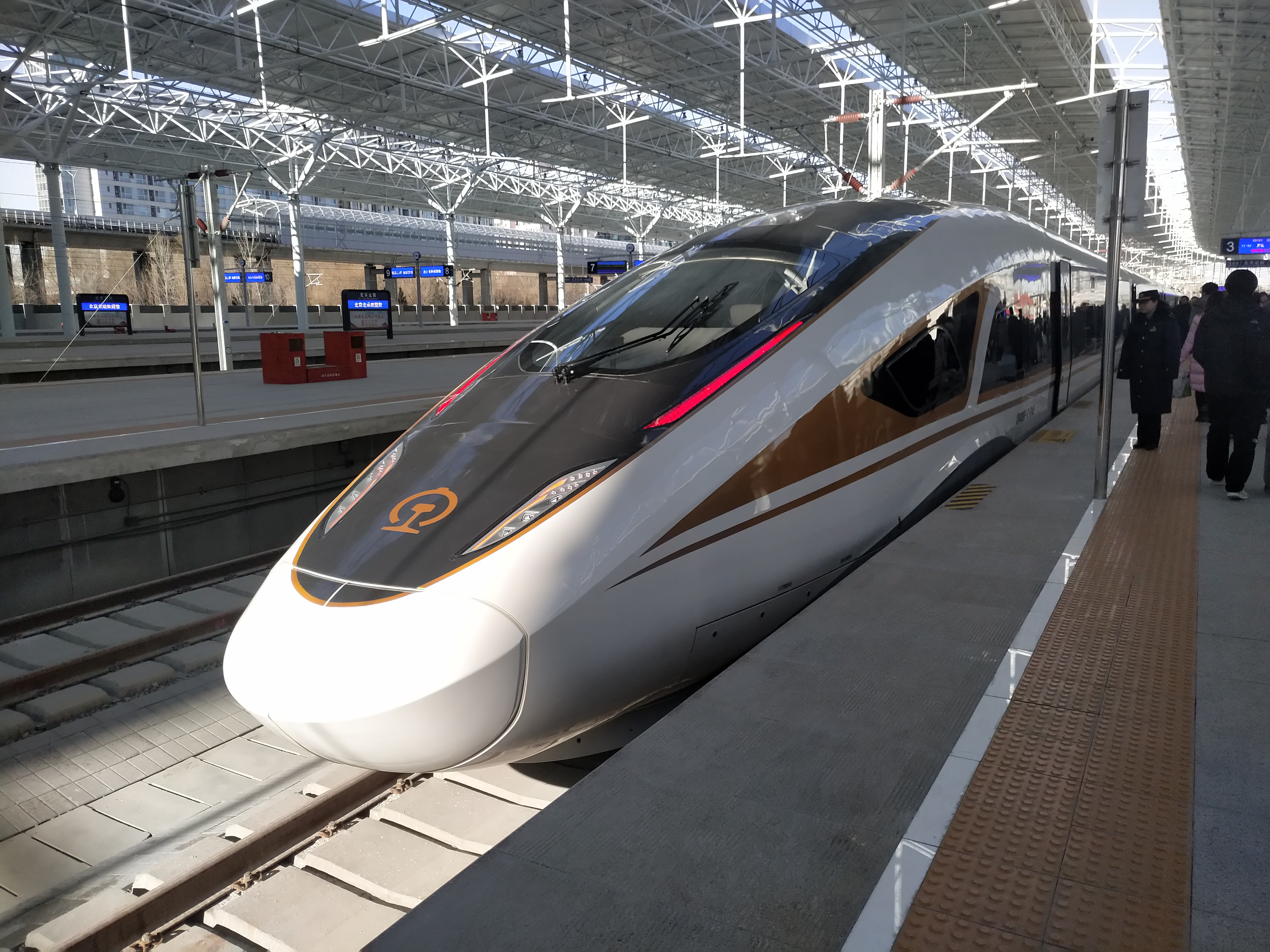
CR400BF-C type intelligent à la gare de Pékin-Nord
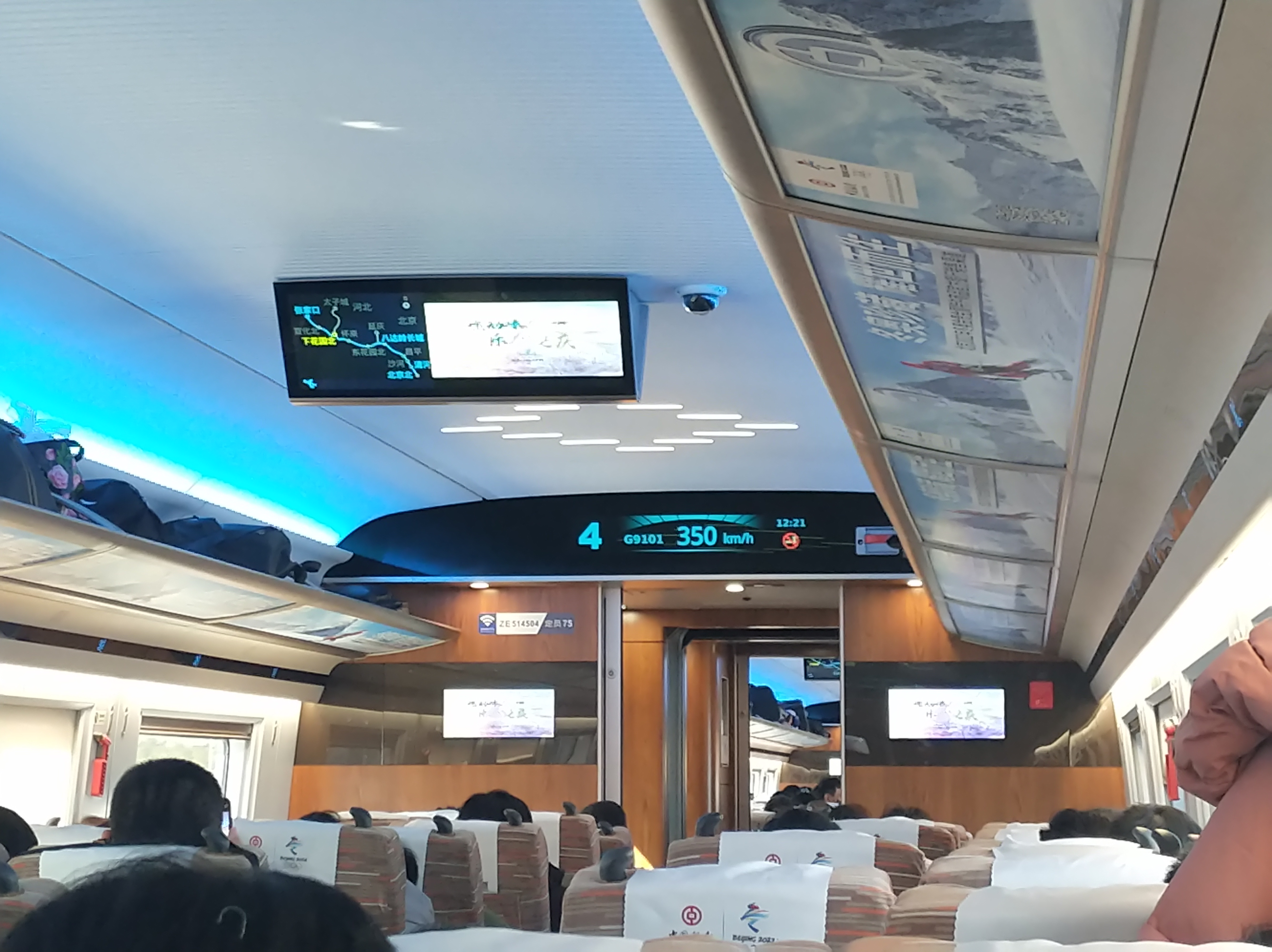
Nouveaux écrans et design intérieur de CR400BF-C type intelligent